# Heinlein (krater)
För andra betydelser, se Heinlein.
Heinlein är nedslagskrater på planeten Mars. Den namngavs efter den amerikansk science fiction-författaren Robert A. Heinlein.
Kratern har en diameter på ungefär 85 km.